# 埼玉県立中央高等技術専門校
埼玉県立中央高等技術専門校（さいたまけんりつちゅうおうこうとうぎじゅつせんもんこう）は、埼玉県上尾市戸崎にある県立の若年者向け職業能力開発校。入校生の多くは新規高等学校卒業者である。

## 設置訓練科
全日制二年課程
- 機械制御システム科 - 工作機械による機械加工・機械設計技術の習得
- 空調システム科 - 冷凍空調設備の設計、施工、運転管理及び保守整備に関する知識・技能の習得
- 情報制御システム科 - 電子回路の設計製作及びプログラミング、コンピュータ制御システムに関する技術の習得

## 沿革
- 1980年（昭和55年）4月　埼玉県立中央高等職業訓練校として開校
- 1986年（昭和61年）4月　埼玉県立中央高等技術専門校と改称
- 2004年（平成16年）4月　全科2年課程に再編

## 資格取得
在校中に取得できるもの

※校内で実施する講習及び試験に合格すること
- 機械制御システム科 - ガス溶接技能講習修了証、安全衛生特別教育修了証（アーク溶接、自由研削用といしの取替え）
- 空調システム科 - ガス溶接技能講習修了証、安全衛生特別教育修了証（アーク溶接）

在校中、修了後に取得を目指すもの

- 機械制御システム科 - 技能士（機械加工）、危険物取扱者、品質管理検定
- 空調システム科 - 電気工事士、冷凍機械責任者、ボイラー技士、危険物取扱者、技能士（冷凍空気調和機器施工）
- 情報制御システム科 - Ｃ言語プログラミング能力認定試験、情報処理技術者能力認定試験、基本情報技術者試験、技能士（電子機器組立て）

## 就職状況
- 2016年（平成28年）3月修了生　就職率100％

## 施設
敷地面積（23,035m²）

管理棟（2,113m²）
- 1階 - 職員室（事務室）、校長室
- 2階 - 多目的実習室、保健室
- 3階 - カウンセリング室、会議室
- 4階 - 技能講習室
- 5階 - 視聴覚室

実習棟
- 第1実習棟（2,684m²） - 空調システム科、機械制御システム科、体育室
- 第2実習棟（815m²） - 機械制御システム科
- 第3実習棟（159m²） - 共通実習室

別館（1,247m²）
- 1階 - 共通実習室
- 2・3階 - 情報制御システム科

## スキルアップ講習
- 在職者を対象とした、短期間（12 - 24時間程度）の講習を実施

## アクセス
- 東武バス「奈良町自治会館前」下車、徒歩12分
- 上尾市コミュニティバス「戸崎」下車、徒歩5分
- JR高崎線 宮原駅から徒歩25分（2.3 km）